# Tina conjugata
Tina conjugata är en kinesträdsväxtart som beskrevs av Ludwig Radlkofer. Tina conjugata ingår i släktet Tina och familjen kinesträdsväxter. Inga underarter finns listade i Catalogue of Life.